# Augusto Bonardo
Augusto Bonardo (Pergamino, Buenos Aires, Argentina; 9 de octubre de 1918 - Ciudad de Buenos Aires; 28 de octubre de 1995) fue un presentador televisivo, periodista, actor, locutor y empresario argentino.
Fue conocido bajo el seudónimo de El Nene y se convirtió en uno de los máximos difusores de la cultura en los medios masivos de comunicación. 

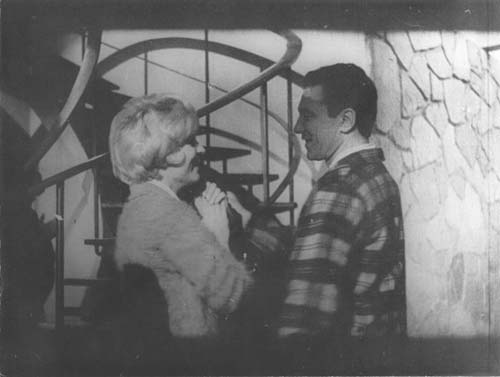
Augusto Bonardo junto a Cristina Berys en Un viaje al más allá.

## Carrera
Oriundo de la localidad bonaerense de Pergamino, fue locutor y animador televisivo. Actuó también en radio y su paso por el cine fue esporádico. 
Comenzó su labor periodística a los 18 años en el diario La Opinión en su ciudad natal, desempeñándose luego como locutor de programas culturales de radio y televisión. Fue fundador de la Sociedad Argentina de Locutores. [cita requerida]
En 1955 asumió la Dirección General y la intervención de la entonces llamada Red B de Emisoras y TV integrada por Radio Belgrano, sus repetidoras y Canal 7. Al año siguiente renuncia a su puesto de director general de Canal 7 y es reemplazado por Julio Bringuer Ayala.
Fue presentador televisivo de varios ciclos como La gente, un programa realizado en ATC y dedicado a la difusión de la Cultura, y La campana de cristal junto a Gloria Raines, un programa de Canal 13 en el cual entidades de bien público obtenían donaciones mediante el cumplimiento de determinadas “prendas” que eran cumplidas en algunos casos mediante artistas contratados por el Canal y en otras, por personas del común que lo hacían desinteresadamente.'

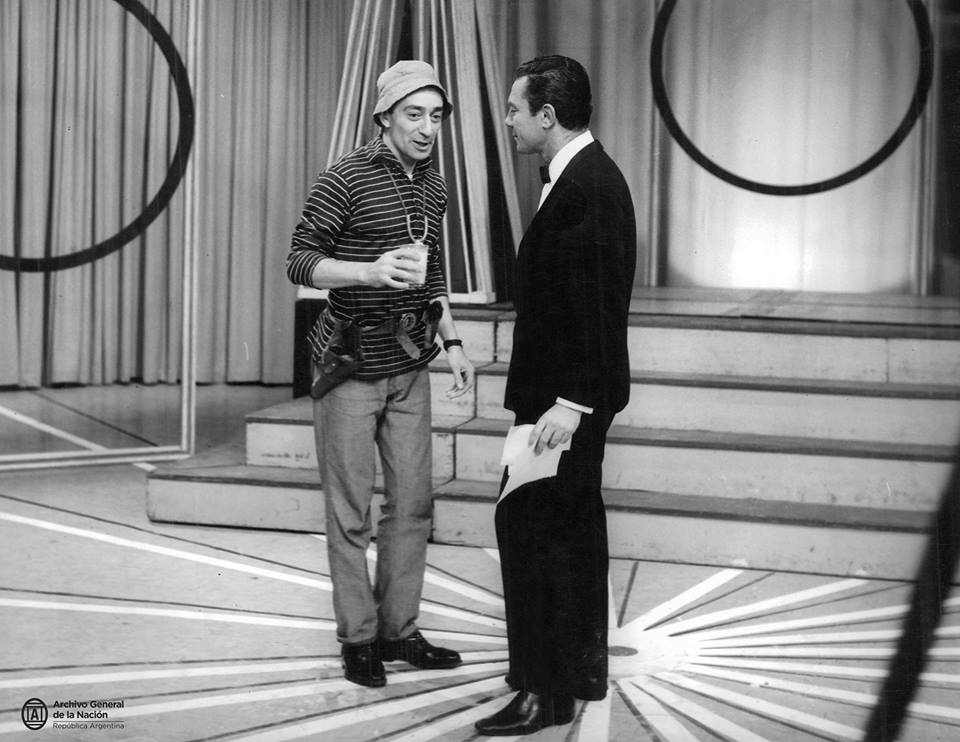
Alberto Olmedo caracterizando a Capitán Piluso en Canal 7, junto al presentador Augusto Bonardo, 1962

En cine actuó en varias películas compartiendo pantalla con primeras figuras de la escena nacional argentina como Graciela Borges, José Marrone, Lautaro Murúa, Lolita Torres, Ubaldo Martínez, Mercedes Carreras, Ángel Magaña, Jorge Salcedo, entre otros. Fue dirigido por Enrique Carreras, Raúl de la Torre y Fernando Ayala.
Gran amigo del periodista deportivo y actor Luis Elías Sojit, lo ayudó a este cuando terminó preso en 1958 ya que en ese momento tenía influencias en el poder durante la presidencia de Arturo Umberto Illia y en Radio Belgrano.  
Escribió el libro Antología de un asco en la Argentina donde a través de recopilaciones y textos.
Hizo popular la frase "Disponga usted de las cámaras, señor director".

## Fallecimiento
Augusto Bonardo falleció el 28 de octubre de 1995 víctima de un derrame cerebral a los 77 años.

## Filmografía
- 1986: Pobre mariposa.
- 1966: De profesión sospechosos.
- 1966: Buenos Aires, verano 1912.
- 1964: Primero yo.
- 1964: Ritmo nuevo, vieja ola.
- 1964: Un viaje al más allá.
- 1962: Los viciosos.

## Televisión
- 1966: La campana de cristal.
- 1965: La gente.
- 1962: Usted es un genio, con invitados como el actor Raúl Rossi y el cómico Alberto Olmedo.
- 1960: Buenos Aires insólito, dirigido por Pancho Guerrero.
- Puesta en órbita
- 1959: El pueblo quiere saber
- 1958: Odol pregunta junto con Cacho Fontana
- Usted tiene la solución con César Mermet
- Conferencia de prensa con Silvia Guerrico y Jacoby Sherbon.

## Radio
- 1993: Así las cosas (Radio Splendid).
- 1950: Odol pregunta
- 1950: Lupa y brújula
- 1945: Cantan Nuestras Muñecas, con Elsa Marval, Perla Mux, Carmencita Blanco, Virginia Luque y Mabel Nash. Con locución de Adolfo Salinas.

## Galardones
- 1981: Premio Konex de Platino
- 1981: Diploma al Mérito
- Durante la década de los ‘60 ganó el Premio Martín Fierro en numerosas oportunidades.[4]